# 清洗四肢
《清洗四肢》（日语：肢体を洗う）是2002年5月31日由Silkise发售的成人游戏，后由Pink Pineapple于2003年改编成成人ova。游戏的第一版包括原画集和一张音乐CD。
本作是以“清洗尸体”的都市传说为背景的恐怖冒险游戏。

## 故事
梦想成为医生的贫穷落榜生八坂诚二，有一天被打工的医院副院长露崎千草宣布解雇。千草建议八坂辞去在事务局的打工，去干一份清洗尸体的工作。八坂接受了千草的建议，但他认为这份兼职太疯狂了。

### 御堂悠纪线
她的兼职工作是收集来自洗尸体的数据以开发抗应激剂，很多遗体也是作为应激因素收集的。八坂的精神没有异常，但千草不知为何心情不好。实际上，千草认为应该已经死亡的院长委托她继续进行实验。在悠纪的劝说下，千草坦白杀死了院长的事实，道歉后自杀了。
之后，八坂从理事会获取现金后离开医院，在作为实习医生赴任的其他医院与御堂重逢。

### 佐伯真鱼路线
千草命令真鱼监视八坂和悠纪，真鱼断然拒绝。第二天，真鱼没有参加聚会。当八坂去找她时，他发现真鱼即将被北信强奸。八坂救下真鱼，真鱼表明了她对千草报仇的渴望。八坂向她讲述了她的工作。八坂决定带着真鱼离开医院，成为一名公司员工。

### 真田美和子路线
八坂洗完尸体后被赶出了医院。那天晚上，八坂告诉美和子，他要去宿舍，独自和她一起过夜。三年后，宫子成为真嗣的丈夫，与独生女过着幸福的生活。

### 狂气线
由于药物的作用，八坂无法区分现实与幻觉。有一天，他误将悠纪当成一具会说话的尸体并杀死了他，从那天起，他无法分得清尸体和活人的区别，认为尸体是活人，而活人是会说话的尸体。几天后，八坂发现了她的尸体，想起了杀死她的事情。八坂听到了成为尸体的悠纪的一句话而发狂，并在杀害千草等6人之后被逮捕。

## 角色
声优姓名尚未公开。
八坂诚二
本作主角。
一个生活贫困、梦想成为一名医生的年轻人。他接受了清洗尸体的工作。

御堂由纪
生日：9月22日，身高：158cm，血型：A
大学附属医院的护士，八坂的联络员。

露崎千草
生日：11月3日，身高：167cm，体重：正在调查，血型：B
才华横溢、才华横溢的女副院长，担任某大学附属医院的代理院长。由于年轻时经济困难，他对八坂充满同情心。

佐伯真鱼
生日：4月4日，身高：145cm（自称150cm），血型：B
护士，是悠纪的后辈。她对自己稚嫩的外表有一种情结，是北信的目标。

真田美和子
生日：11月30日，身高：162cm，血型：O型
某大学附属医院行政办公室的女职员。她担心被赶出办公室的八坂。

镝木正元
生日：1月1日，身高：183cm，血型：AB型
八坂的前辈，担任八坂清洗尸体的向导。

镰田志津江
生日：6月18日，身高：161cm，血型：O型
一位身材丰满的中年妇女，是医院的病人。她是“小叮当俱乐部”的前理事长，目前担任所有者。和千草是熟人。

北信二郎
生日：12月24日，身高：163cm，血型：O型
在大学附属医院工作的医生。他利用妻子是主任女儿的身份，屡次对护士做出猥亵行为，在护士中名声不佳。

警卫
生日：2月13日，身高：168cm，血型：AB型
医院的保安，误认为八坂是可疑人物。

## 成人ova
ova由Pink Pineapple于2003年6月27日至20041月23日发行，标题为《肢体を洗う THE ANIMATION 》。全3话。
故事的开头部分和登场人物的关系与原作相吻合，但故事的展开本身与原作不同。另外，比原作更详细地描绘了猎奇的描写，例如女主角被服用了药物的八坂强奸的场面，从八坂的视角来看，女主角变成了尸体。

### 制作
- 原作-シルキーズ「肢体を洗う」
- 导演 -荒木英树
- 编剧 - ももいおさむ
- 角色设计/动画导演 – 荒木英树
- 艺术总监 - 片野坂悟一
- 色彩设计 - 中野伦明 (CASE.1)、窑华丽 (CASE.2,3)
- 音响总监 -饭冢康一
- 制作人 - 次野望华
- 动画制作 - ORADA COMPANY
- 制作 - SOFGARE，Pink Pineapple

### 主题曲
片尾曲《树海》
作词 - 柚木美佑 / 作曲，编曲 -坂本昌之/ 演唱 - 园崎未恵

### 每集列表
- CASE.1《性死亡》（2003年6月27日发布）
- CASE.2《性恶魔》（2003年9月26日上映）
- CASE.3《性药丸》（2004年1月23日上映）

### 反应
おたぽる表示本作的OVA版本是很多人选择的一流产品，他说：“这部作品的疯狂程度接近于《豚鼠》和《LSD-幸运天空钻石》。整体来说，色情场面也很奇怪，从这个意义上来说，这与《密室，虐杀，情人魔》很接近”。

## 脚注
1. 1 2  . おたぽる.   [2024-01-30]. （原始内容存档于2024-01-30）.